# Leucania phaeoneura
Leucania phaeoneura är en fjärilsart som beskrevs av George Francis Hampson 1913. Leucania phaeoneura ingår i släktet Leucania och familjen nattflyn. Inga underarter finns listade i Catalogue of Life.